# Södra Kornsjön
Södra Kornsjön är en sjö i Dals-Eds kommun, Munkedals kommun och Tanums kommun i Bohuslän och ingår i Enningdalsälvens huvudavrinningsområde. Sjön är 24 meter djup, har en yta på 7,22 kvadratkilometer och befinner sig 134,2 meter över havet. Vid provfiske har bland annat abborre, gädda, mört och sik fångats i sjön.

## Delavrinningsområde
Södra Kornsjön ingår i det delavrinningsområde (652906-126409) som SMHI kallar för Utloppet av Södra Kornsjön. Medelhöjden är 152 meter över havet och ytan är 32,58 kvadratkilometer. Räknas de 11 avrinningsområdena uppströms in blir den ackumulerade arean 203,48 kvadratkilometer. Avrinningsområdets utflöde Enningdalsälven (Nordaneälven) mynnar i havet. Avrinningsområdet består mestadels av skog (70 %). Avrinningsområdet har 7,2 kvadratkilometer vattenytor vilket ger det en sjöprocent på 22,1 %.

## Fisk
Vid provfiske har följande fisk fångats i sjön:
- Abborre
- Gädda
- Mört
- Sik
- Siklöja
- Sutare